# シャンペーン郡 (オハイオ州)
シャンペーン郡（英: Champaign County）は、アメリカ合衆国オハイオ州の西部に位置する郡である。2010年国勢調査での人口は40,097人であり、2000年の38,890人から3.1%増加した。郡庁所在地はアーバナ市（人口11,793人）であり、同郡で人口最大の都市でもある。
シャンペーン郡はその全体でアーバナ小都市圏を構成している。郡名はフランス語で「開けた平坦な国」を意味している。

## 地理
アメリカ合衆国国勢調査局に拠れば、郡域全面積は429.83平方マイル (1,113.3 km2)であり、このうち陸地428.67平方マイル (1,110.3 km2)、水域は1.16平方マイル (3.0 km2)で水域率は0.27%である。

### 隣接する郡
- ローガン郡 - 北
- ユニオン郡 - 北東
- マディソン郡 - 南東
- クラーク郡 - 南
- マイアミ郡 - 南西
- シェルビー郡 - 北西

## 人口動態
以下は2000年国勢調査による人口統計データである。
| 基礎データ - 人口: 38,890人 - 世帯数: 14,952 世帯 - 家族数: 10,870 家族 - 人口密度: 35人/km2（91人/mi2） - 住居数: 15,890軒 - 住居密度: 14軒/km2（37軒/mi2） 人種別人口構成 - 白人: 95.73% - アフリカン・アメリカン: 2.30% - ネイティブ・アメリカン: 0.31% - アジア人: 0.25% - 太平洋諸島系: 0.02% - その他の人種: 0.31% - 混血: 1.08% - ヒスパニック・ラテン系: 0.69% 年齢別人口構成 - 18歳未満: 26.2% - 18-24歳: 7.9% - 25-44歳: 28.7% - 45-64歳: 24.6% - 65歳以上: 12.6% - 年齢の中央値: 37歳 - 性比（女性100人あたり男性の人口） - 総人口: 95.9 - 18歳以上: 92.9 | 世帯と家族（対世帯数） - 18歳未満の子供がいる: 34.0% - 結婚・同居している夫婦: 59.7% - 未婚・離婚・死別女性が世帯主: 9.2% - 非家族世帯: 27.3% - 単身世帯: 23.5% - 65歳以上の老人1人暮らし: 9.4% - 平均構成人数 - 世帯: 2.56人 - 家族: 3.01人 収入と家計 - 収入の中央値 - 世帯: 43,139米ドル - 家族: 50,430米ドル - 性別 - 男性: 38,265米ドル - 女性: 26,241米ドル - 人口1人あたり収入: 19,542米ドル - 貧困線以下 - 対人口: 7.6% - 対家族数: 5.1% - 18歳未満: 9.9% - 65歳以上: 7.6% |

## 郡区

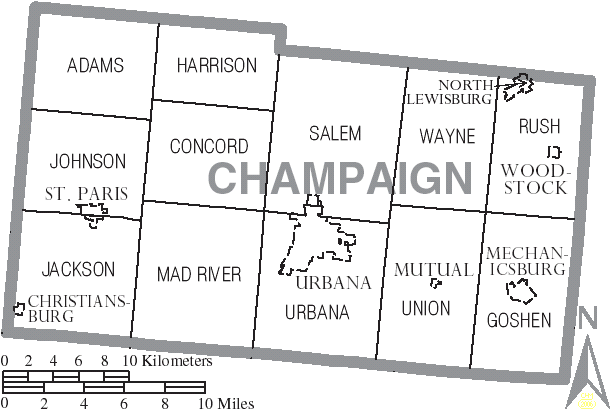
シャンペーン郡図

シャンペーン郡は下記12の郡区に分割されている。
| - アダムズ - コンコード - ゴーシェン - ハリソン | - ジャクソン - ジョンソン - マッドリバー - ラッシュ | - セイラム - ユニオン - アーバナ - ウェイン |

## 都市
- アーバナ - 郡庁所在地

### 村
| - クリスチャンズバーグ - メカニクスバーグ - ミューチャル | - ノースルイスバーグ - セントパリス - ウッドストック |

### 未編入の町
| - ケーブル - ケナード - ミラーズタウン - ミンゴー | - ローズウッド - スプリングヒルズ - サッカリー - ウェストビル |